# Pohrabáč

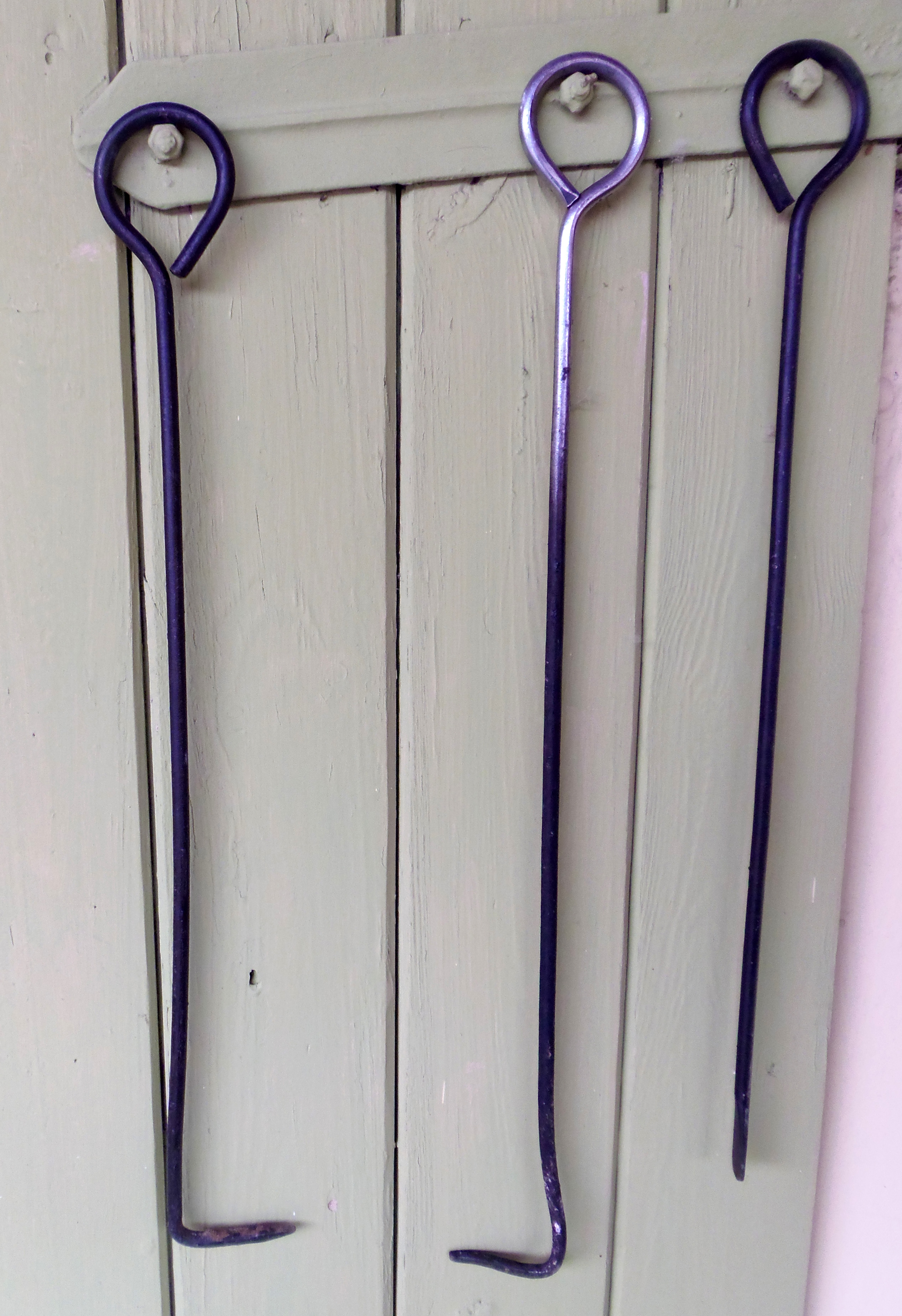
Pohrabáče

Pohrabáč je jednoduchý specializovaný pracovní nástroj určený pro manipulaci se žhavým popelem a pro úpravy paliva v topeništi při práci s ohněm spalujícím tuhá paliva. Používá se zejména při práci s běžnými kamny, krby či ohni na otevřených ohništích. Jedná se obvykle o předmět ve tvaru tyče, na dolním konci většinou vytvarovaném do půloblouku nebo půloválu. Pohrabáče musí být vyrobeny z nehořlavého a žáruodolného materiálu, často se jedná o železné resp. ocelové výkovky, jednoduchý pohrabáč lze nouzově vyrobit i z vhodného kovového drátu tlustšího průřezu. Jeho horní konec bývá většinou opatřen rukojetí jednak pro snazší úchop rukou, dále i nutnost pro tepelné izolace, která chrání lidskou ruku před nežádoucím popálením. Do krbů nebo pecí se někdy používá také hrablo.